# پرتیز ملن
پرتیز ملن (به انگلیسی: Prentiss Mellen) سناتور سابق عضو حزب فدرالیست (آمریکا) بود. وی در سال ۱۸۱۸ تا ۱۸۲۰ میلادی سناتور ایالت ماساچوست در سنای ایالات متحده آمریکا بود.